# Радошиновці
Радошиновці (хорв. Radošinovci) — населений пункт у Хорватії, в Задарській жупанії у складі міста Бенковаць.

## Населення
Населення за даними перепису 2011 року становило 238 осіб.
Динаміка чисельності населення поселення:

## Клімат
Середня річна температура становить 14,08 °C, середня максимальна – 27,70 °C, а середня мінімальна – 1,00 °C. Середня річна кількість опадів – 811 мм.
| Клімат поселення                              | Клімат поселення | Клімат поселення | Клімат поселення | Клімат поселення | Клімат поселення | Клімат поселення | Клімат поселення | Клімат поселення | Клімат поселення | Клімат поселення | Клімат поселення | Клімат поселення | Клімат поселення |
| Показник                                      | Січ.             | Лют.             | Бер.             | Квіт.            | Трав.            | Черв.            | Лип.             | Серп.            | Вер.             | Жовт.            | Лист.            | Груд.            |                  |
| Середній максимум, °C                         | 9,67             | 10,47            | 13,30            | 16,54            | 21,27            | 25,08            | 27,70            | 27,28            | 23,16            | 19,00            | 13,35            | 10,39            |                  |
| Середня температура, °C                       | 5,32             | 6,12             | 8,96             | 12,21            | 16,94            | 20,73            | 24,00            | 23,58            | 19,47            | 15,29            | 9,64             | 6,69             |                  |
| Середній мінімум, °C                          | 1,00             | 1,78             | 4,61             | 7,87             | 12,60            | 16,39            | 20,31            | 19,87            | 15,76            | 11,59            | 5,94             | 2,98             |                  |
| Норма опадів, мм                              | 70               | 61               | 66               | 69               | 58               | 53               | 30               | 47               | 84               | 91               | 98               | 84               |                  |
| Середньомісячна швидкість вітру, м/с          | 2.64             | 2.77             | 2.95             | 2.85             | 2.47             | 2.27             | 2.29             | 2.16             | 2.35             | 2.46             | 2.95             | 2.86             |                  |
| Середньомісячна сонячна радіація, кДж/м²·день | 5152             | 7949             | 11601            | 16419            | 20565            | 23035            | 24597            | 21423            | 15934            | 10148            | 5610             | 4424             |                  |
| --------------------------------------------- | ---------------- | ---------------- | ---------------- | ---------------- | ---------------- | ---------------- | ---------------- | ---------------- | ---------------- | ---------------- | ---------------- | ---------------- | ---------------- |
| Джерело:                                      |                  |                  |                  |                  |                  |                  |                  |                  |                  |                  |                  |                  |                  |